# 雷根博爾茨峰
46°26′32″N 7°30′16″E / 46.44219°N 7.50455°E
雷根博爾茨峰（德語：Regenboldshorn）是瑞士伯恩州的山峰，位於該國南部，屬於伯尔尼山的一部分，俯瞰倫克，海拔高度2,193米。

## 外部連結

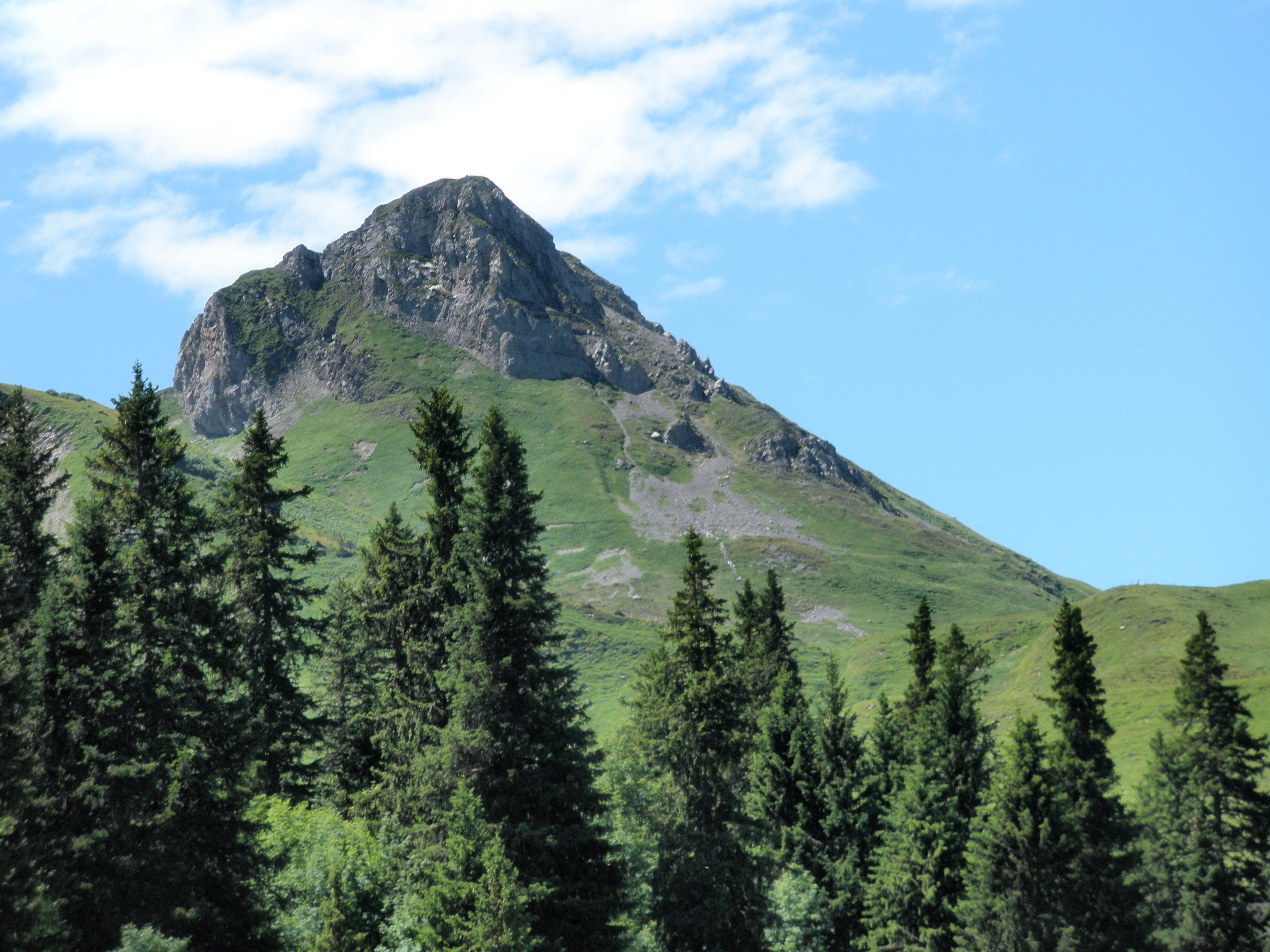

- Regenboldshorn on Hikr （页面存档备份，存于）